# 六英里 (阿拉巴馬州)
六英里（英語：Sixmile）是一個位於美國阿拉巴馬州比伯縣的非建制地區。該地的面積和人口皆未知。

## 地理
六英里的座標為33°00′28″N 87°00′20″W / 33.007899°N 87.005544°W，而該地最高點為海拔高度108米（即354英尺）。